# Иосиф (Голдиш)
Епи́скоп Ио́сиф (рум. Episcop Iosif, венг. Püspök József в миру Йо́ан Го́лдиш, рум. Ioan Goldiș, или Я́нош Го́льдиш, венг. Goldis János; 17 февраля 1836 — 23 марта 1902) — епископ независимой Трансильванской митрополии, епископ Арадский.

## Биография
Родился 17 февраля 1836 года в Сокодоре (ныне жудец Арад). Учился в гимназии в Сарваше (ныне Венгрия) и в Араде, а высшая подготовка в богословско-педагогическом институте Арада, Академии права Дебрецена и факультета философии Пештского университета.
В 1864 году он был избран окружным нотариусом, а в 1867 году — главным нотариусом. В течение нескольких лет он был секретарём и вторым директором румынской национальной культурной ассоциации.
Решив посвятить себя церковному служению, в 1869 году принял монашество в Монастыре Ходош-Бодрог с наречением имени Иосиф, рукоположён в сан иеродиакона и иеромонаха.
В 1869—1873 годы был профессором богословско-педагогического института в Араде. В 1873—1892 годы был преподавателем румынского языка в Государственном лицее в Араде. В 1878—1880 годы был администратором протопопии (Благочиния) в Араде, В 1885—1886 годы был административным директором в богословско-педагогическом институте в Араде. Получив богатый опыт в административно-церковной сфере, был избран председателем-викарием румынской православной консистории в Ораде в сане архимандрита, которую он успешно возглавлял в течение семи лет (1892—1899).
2/14 мая 1899 года, учитывая его значительный пастырский, преподавательский и административный опыт, его избирают епископом Арадским. Хиротония и интронизация состоялись 20 июля того же года.
Помимо миссионерско-пастырской и административно-хозяйственной деятельности, он также провёл важную интеллектуальную работу, опубликовав в румынских, венгерских и немецких изданиях Арада статьи о латинности румынского языка (1880—1881); он также составил грамматику венгерского языка; за обоснованность его публикаций был избран корреспондентом Румынский Академии (1880—1881).
Скончался 23 марта 1902 года в Араде. Похоронен в Монастыре Ходош-Бодрог).